# نوریکو تاتسومی
نوریکو تاتسومی (انگلیسی: Noriko Tatsumi) یک بازیگر زن اهل ژاپن است.